# Nicolaj Bo Larsen
Nicolaj Bo Larsen, né le 10 novembre 1971 à Roskilde, est un coureur cycliste danois des années 1990-2000. Professionnel de 1996 à 2002, il a été champion du Danemark sur route en 1997 et 1999.

## Palmarès

### Palmarès amateur
- 1992
  - Dijon-Auxonne-Dijon
- 1993
  - 2e étape de la Milk Race
- 1994
  - 3e du championnat du Danemark sur route amateurs
  - 3e du championnat des Pays nordiques sur route
- 1995
  - 2e étape de la Milk Race
  - 2e du championnat des Pays nordiques sur route
  - 3e du Grand Prix Guillaume Tell
  - 6e du championnat du monde sur route amateurs

### Palmarès professionnel
- 1996
  - 17e étape du Tour d'Italie
  - 2e du Giro del Mendrisiotto
- 1997
  -  Champion du Danemark sur route
- 1998
  - 2e du Grand Prix de Francfort
- 1999
  -  Champion du Danemark sur route
  -  Champion du Danemark du contre-la-montre par équipes
  - 1re étape du Tour Down Under
  - 4e étape du Tour de Suède
  - Fyen Rundt
  - 2e et 10e étapes du Herald Sun Tour
  - 2e du GP Aarhus
- 2000
  -  Champion du Danemark du contre-la-montre par équipes
  - 2e du championnat du Danemark sur route
  - 3e de l'USPro Championship
- 2001
  - Fyen Rundt
  - 2e du Grand Prix d'ouverture La Marseillaise
  - 2e du Tour du Haut-Var
  - 2e du championnat du Danemark sur route
  - 2e du GP Aarhus

## Résultats sur les grands tours

### Tour de France
2 participations
- 2000 : 99e
- 2001 : abandon (10e étape)

### Tour d'Italie
3 participations
- 1996 : 27e, vainqueur de la 17e étape
- 1997 : abandon (19e étape)
- 1998 : abandon (17e étape)